# Vlastimil Hela
Vlastimil Hela (19. února 1956 v Uherském Hradišti) je spisovatel a publicista. Pochází ze Slovácka a je inženýrem v oboru lékařské elektroniky. Je autorem regionálních historických monografií a publikací (viz níže). Vlastimil Hela působí již dvacet let jako osobní mentální kouč manažerů a lektor. Vede semináře o leadershipu, organizaci času, zvládání stresu a komunikaci se zákazníky. Pomáhá firmám a společnostem při řešení změn i zlepšování týmové práce. Při své práci využívá nových poznatků z psychologie, výzkumu lidského mozku jakož i svých dlouholetých osobních zkušeností. Publikuje v měsíčníku (časopise) Regenerace. Je hlavním koordinátorem („vrchním čertem“) tzv. Keltského telegrafu. 

## Publikační činnost

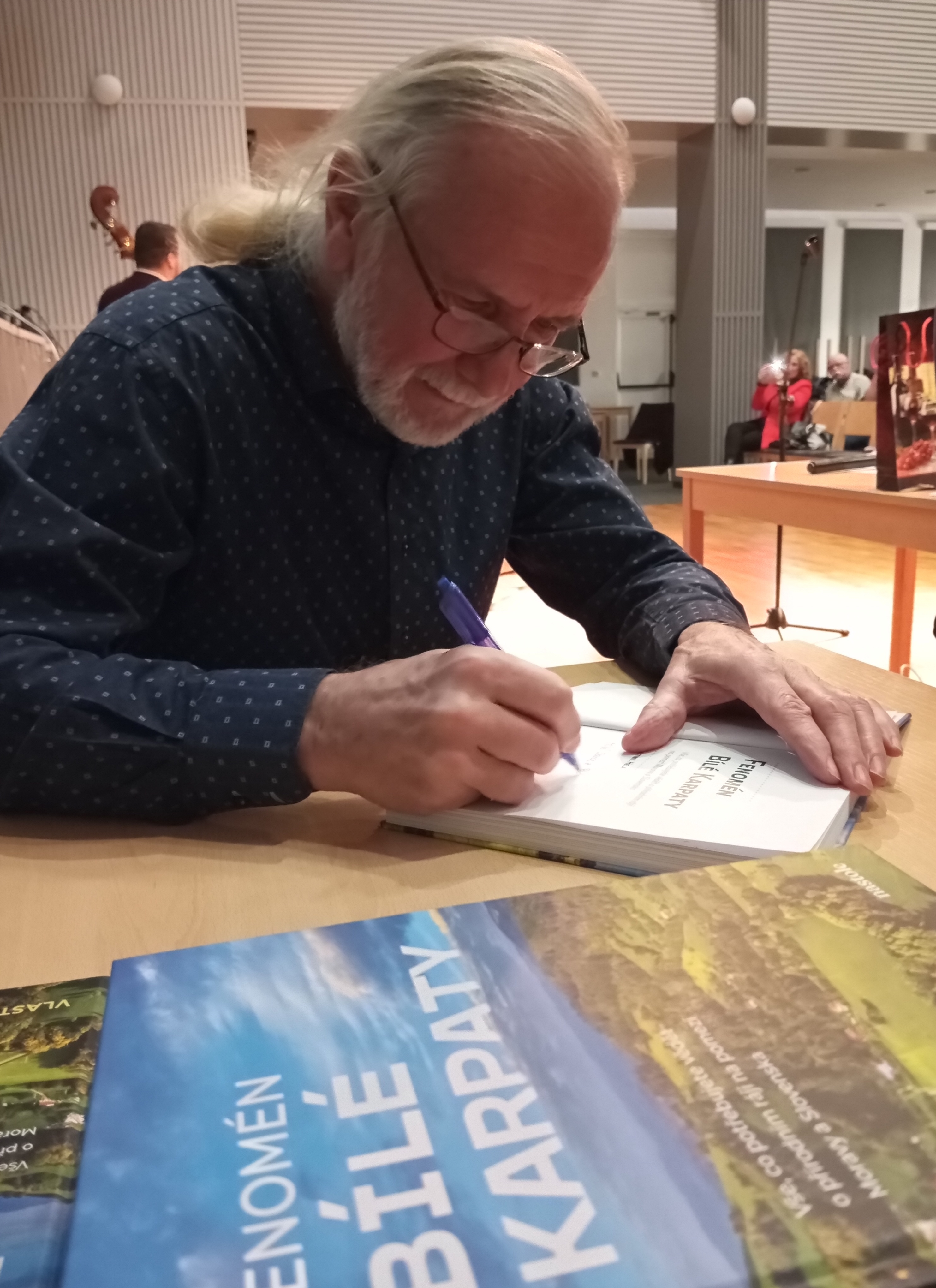
Vlastimil Hela při podpisu své knihy Fenomén Bílé Karpaty

- Vlastimil Hela při podpisu své knihy Fenomén Bílé Karpaty2011 – Hela, Vlastimil. Ty jsi moje vstupenka do Nirvány. Praha: nakladatelství Eminent, 2011. 196 stran. ISBN 978-80-7281-427-5.[5]
- 2013 – Hela, Vlastimil. Hey Joe!: rekonstrukce skutečného příběhu amerického letce sestřeleného nad Bílými Karpaty 29. srpna 1944. 1. vydání Cheb: Svět křídel, 2014. 199 stran. ISBN 978-80-87567-50-0.[6]
- 2013 – Hela, Vlastimil - Hanke, Jaroslav - Smíšek, Vítězslav. 130 let bližnímu ku pomoci. Historie Hasičského sboru v Bojkovicích od roku 1882 do roku 2012. 1. vydání Bojkovice: Sbor dobrovolných hasičů Bojkovice, 2012. 131 stran. ISBN 978-80-26021-34-6.
- 2014 – Hela, Vlastimil et al. Umírali i za naši svobodu, nezapomínáme--: letecká bitva nad Bílými Karpaty z 29. srpna 1944: fakta, fotografie, příběhy. 1. vydání Cheb: Svět křídel, 2014. 186 stran. ISBN 978-80-87567-62-3.[7]
- 2017 – Hela, Vlastimil. Tajemství bohyní na Žítkové: součástí knihy je kompletní původní text Josefa Hofera Bohyně na Žitkové z roku 1913. Praha: nakladatelství Eminent, 2017. 339 stran. ISBN 978-80-7281-522-7.[8]
- 2021 – Hela, Vlastimil. Návrat žítkovských bohyní. Praha: nakladatelství Eminent, 2021. 279 stran. ISBN 978-80-7281-565-4.[9]
- 2024 – Hela, Vlastimil. Fenomén Bílé Karpaty. 1. vydání Nastole: edice Fenomény ČR, 2024. 232 stran. ISBN 978-80-7448-132-1.